# Wear OS
Wear OS (también conocido simplemente como Wear y anteriormente Android Wear) es una versión del sistema operativo Android de Google diseñada para smartwatches y otros wearables. Mediante el emparejamiento con teléfonos móviles que ejecutan la versión 6.0 "Marshmallow" de Android o más reciente, o la versión 10.0 de iOS o más reciente con soporte limitado de la aplicación de emparejamiento de Google, Wear OS integra la tecnología del Asistente de Google y las notificaciones móviles en un factor de forma de smartwatch.
Wear OS es compatible con la conectividad Bluetooth, NFC, Wi-Fi, 3G y LTE, así como con una serie de funciones y aplicaciones. Los estilos de la esfera del reloj son redondos, cuadrados y rectangulares. Los socios fabricantes de hardware son Asus, Broadcom, Fossil, HTC, Intel, LG, MediaTek, Imagination Technologies, Motorola, New Balance, Qualcomm, Samsung, Huawei, Skagen, Polar, TAG Heuer, Suunto y Mobvoi.
En los primeros seis meses de disponibilidad, Canalys estima que se enviaron más de 720.000 smartwatches Android Wear. A 15 de marzo de 2018, Wear OS tenía entre 10 y 50 millones de instalaciones de aplicaciones. Se estima que Wear OS representó el 10% del mercado de smartwatches en 2015.

## Historia y compatibilidad

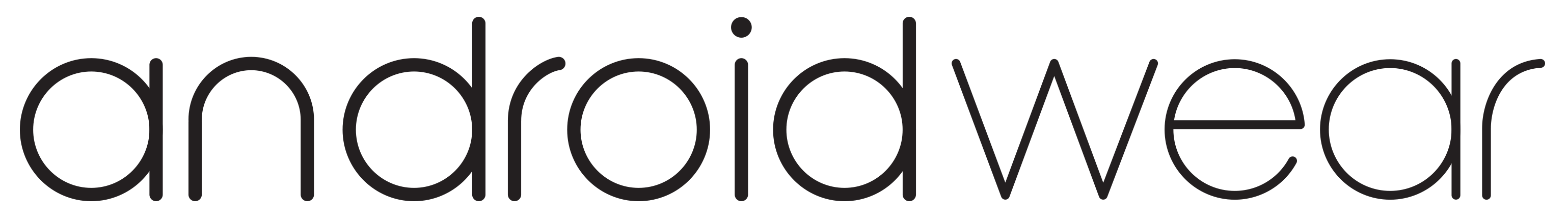
Logotipo de Android Wear, el anterior nombre del sistema operativo

La plataforma se anunció el 18 de marzo de 2014, junto con el lanzamiento de una vista previa para desarrolladores. Al mismo tiempo, se anunciaron como socios empresas como Motorola, Samsung, LG, HTC y Asus. El 25 de junio de 2014, en el Google I/O, se presentaron el Samsung Gear Live y el LG G Watch, junto con más detalles sobre Android Wear. El LG G Watch es el primer smartwatch con Android Wear que se ha lanzado y enviado. El Moto 360 de Motorola fue lanzado el 5 de septiembre de 2014.
El 10 de diciembre de 2014 comenzó a desplegarse una actualización que añadía nuevas funciones, entre ellas una API de esferas de reloj, y cambiaba el software para basarse en Android 5.0 "Lollipop".
El LG G Watch y el Samsung Gear Live empezaron a comercializarse en julio de 2014, mientras que el Motorola Moto 360, empezó a comercializarse en septiembre de 2014. El siguiente lote de dispositivos Android Wear, que llegó a finales de 2014, incluyó el Asus ZenWatch, el Sony SmartWatch 3, y el LG G Watch R. A partir de marzo de 2015, los últimos dispositivos Wear OS son el LG Watch Urbane, y el Huawei Watch.
El 31 de agosto de 2015, Google lanzó una aplicación de Wear OS para la versión 8.2 o más reciente de iOS, que permite una compatibilidad limitada con la recepción de notificaciones de iOS en los smartwatches que ejecutan Wear OS. A partir de septiembre de 2015, solo el LG Watch Urbane y el Huawei Watch son compatibles, pero Google anunció la compatibilidad con más modelos de smartwatch.
En marzo de 2018, Android Wear fue renombrado como Wear OS. Se declaró que el cambio de nombre "refleja mejor nuestra tecnología, visión y, lo más importante, las personas que usan nuestros relojes." En septiembre de 2018, Google anunció Wear OS 2.0, que hizo que el feed personalizado de Google (en sustitución de Google Now) y la nueva plataforma de seguimiento de la actividad física Google Fit fueran accesibles desde la esfera del reloj, y rediseñó el área de notificación para utilizar un panel de desplazamiento en lugar de páginas, y admitir respuestas inteligentes generadas automáticamente (como en Android Pie). En noviembre de 2018, la plataforma subyacente de Wear OS se actualizó a una versión de Android Pie.
En enero de 2021, Google completó su adquisición del fabricante de wearables Fitbit; al anunciar la compra en noviembre de 2019, el jefe de hardware de Google, Rick Osterloh, declaró que sería "una oportunidad para invertir aún más en Wear OS, así como para introducir dispositivos wearables Made by Google en el mercado."

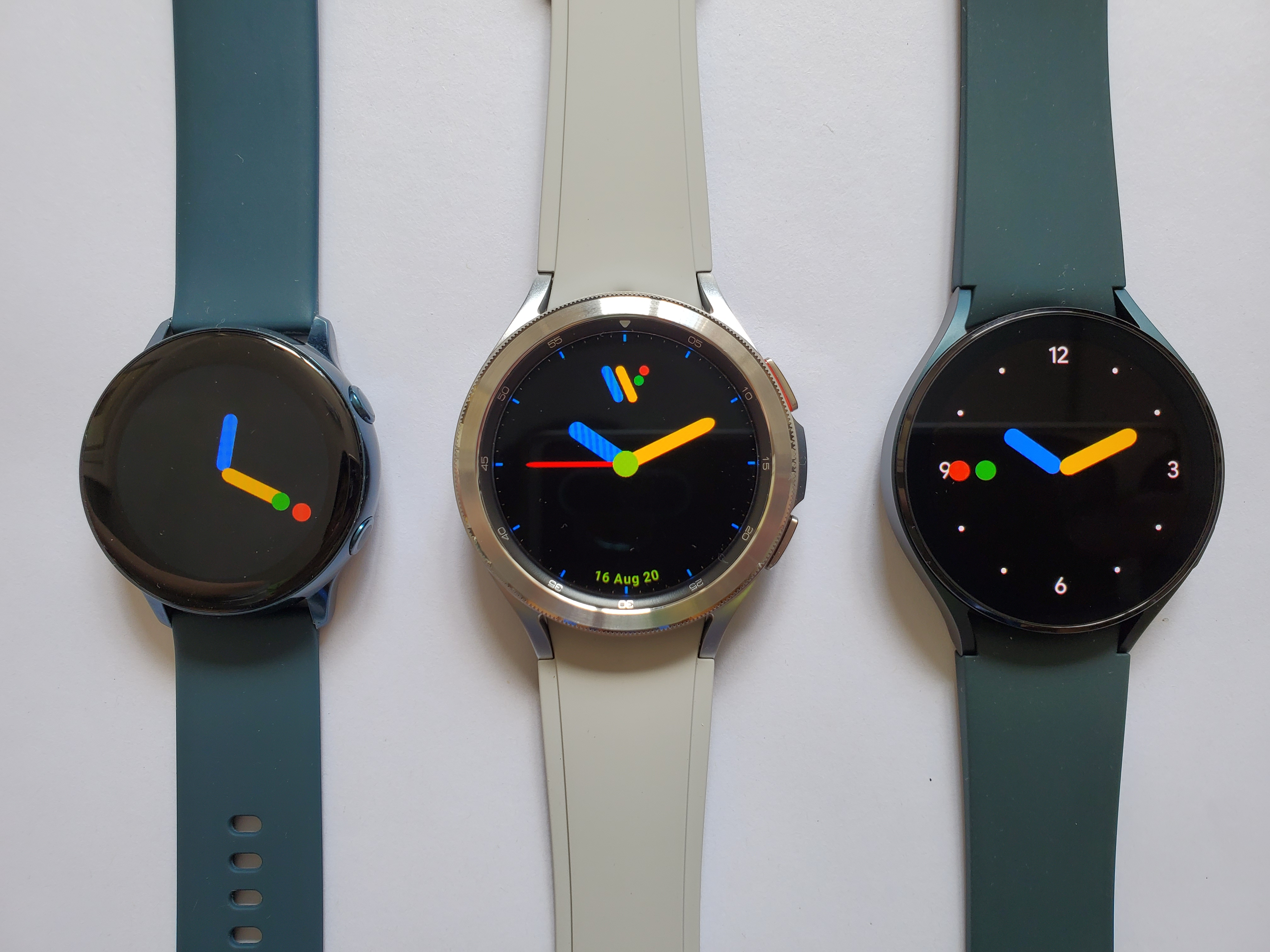
Wear OS impulsado por Samsung

En mayo de 2021, en el Google I/O, Google anunció una importante actualización de la plataforma, conocida internamente como Wear OS 3.0. Incorpora un nuevo diseño visual inspirado en Android 12, y funciones de seguimiento del ejercicio de Fitbit. Google también anunció una asociación con Samsung Electronics, que está colaborando con Google para unificar su plataforma de smartwatch basada en Tizen con Wear OS, y se ha comprometido a utilizar Wear OS en sus futuros productos de smartwatch. La base de código subyacente también se ha actualizado a Android 11. Wear OS 3.0 estará disponible para los dispositivos Wear OS con sistema en chip Qualcomm Snapdragon Wear 4100, y será una actualización opcional que requerirá un restablecimiento de fábrica para su instalación.

## Características
Wear OS puede sincronizar las notificaciones de un dispositivo emparejado, y admite el control por voz con la palabra clave "OK Google" junto con la entrada basada en gestos. Wear OS se integra con los servicios de Google, como el Asistente de Google y los servicios móviles de Google (incluidos Gmail, Google Maps y Google Wallet), así como con aplicaciones de reloj de terceros de Play Store. Desde la esfera del reloj, el usuario puede deslizar el dedo hacia arriba para acceder a sus notificaciones, hacia abajo para acceder a un panel de ajustes rápidos, desde la izquierda para ver su feed de Google personalizado y desde la derecha para ver Google Fit. A través de Google Fit y otras aplicaciones similares, Wear OS admite el seguimiento de carreras y paseos, y los dispositivos que contienen sensores de frecuencia cardíaca pueden realizar una lectura a la carta o a intervalos a lo largo del día. El reloj puede controlar los medios que se reproducen en streaming en los dispositivos emparejados.